# Uničov

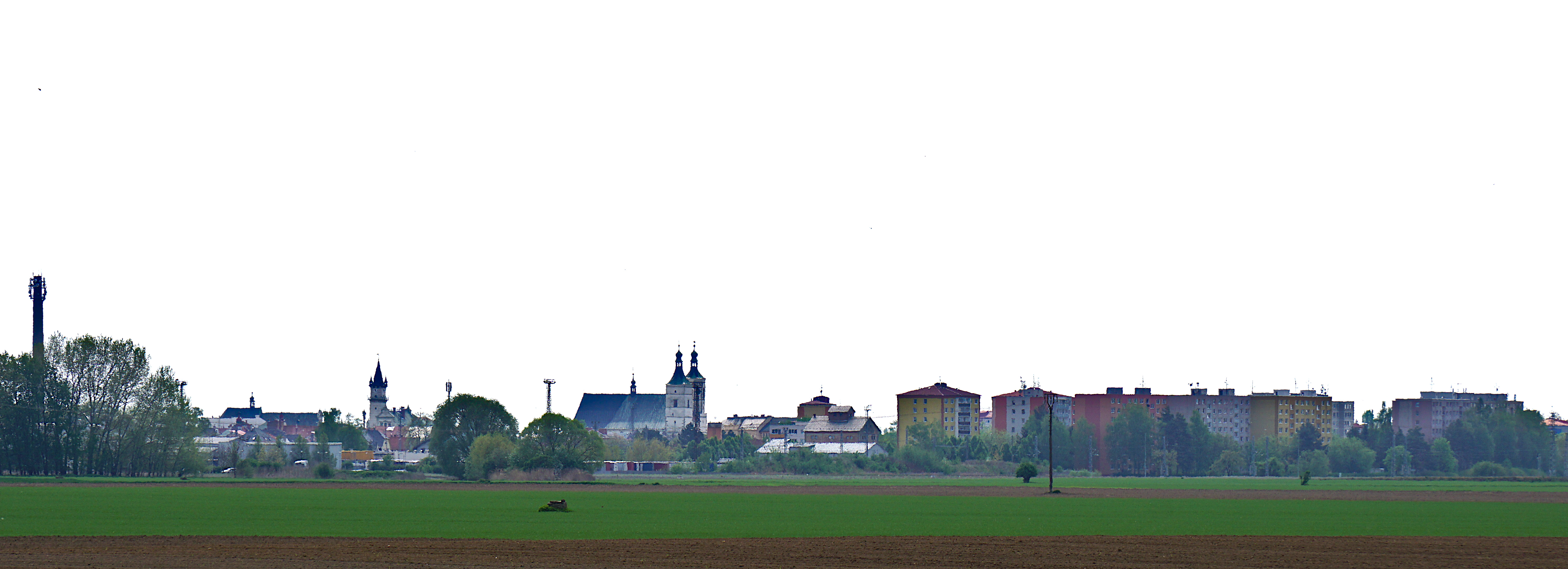
Blick auf die Stadt

Uničov (deutsch Mährisch Neustadt) ist eine Stadt mit knapp 11.500 Einwohnern im tschechischen Verwaltungsbezirk Okres Olomouc.

## Geographische Lage
Die Stadt liegt in der historischen Region Mähren, 22 km nordwestlich von Olmütz (Olomouc) an der Oskava, in die 1 km oberhalb der Stadt die Oslava einmündet, und befindet sich in 248 m Höhe über dem Meeresspiegel.

## Stadtgliederung
Uničov besteht aus den Ortsteilen Benkov (Pinke), Brníčko (Pirnik), Dětřichov (Dittersdorf), Dolní Sukolom (Salbnuß), Horní Sukolom (Aichen), Nová Dědina (Schröffelsdorf), Renoty (Einoth), Střelice (Strelitz) und Uničov (Mährisch Neustadt), die zugleich auch Katastralbezirke bilden.
- Benkov liegt westlich von der Stadt. Zwischen Benkov und Uničov liegen zwei Berge, der Šibeník (Galgenberg) und der Benkovský kopec (Berg von Benkov). Auf beiden befinden sich Stadtwasserwerke.
- Brníčko liegt östlich der Stadt auf dem linken Ufer der Oskava. In der Gemarkung des Dorfes liegt das Werk UNEX a. s. Dieses Werk hat in der Vergangenheit Kräne, Bagger und andere große Maschinen produziert. Durch Brníčko führt an der Straße Nr. 444 von Uničov nach Šternberk. Dort befindet sich auch eine Eisenbahnhaltestelle.
- Dětřichov liegt südlich der Stadt auf dem rechten Ufer der Oskava und oberhalb der Einmündung der Lukavice. In der Nähe befindet sich ein privater Flughafen für Kleinflugzeuge.
- Dolní Sukolom liegt nordöstlich der Stadt auf dem linken Ufer der Oskava. Nahebei befindet sich das Freibad der Stadt Uničov.
- Horní Sukolom liegt nördlich von Dolní Sukolom auf dem linken Ufer der Oslava.
- Nová Dědina liegt nördlich der Stadt auf dem rechten Ufer von Oskava. In den 1980er-Jahren wurde hier ein neues Chemiewerk gebaut. Dieses Werk produzierte früher Medikamente für Tiere und stellt jetzt Tierfutter her.
- Renoty liegt südlich der Stadt und westlich von Dětřichov.
- Střelice liegt ebenfalls südlich der Stadt. Durch Střelice führt die Straße Nr. 449, die die Städte Litovel und Uničov verbindet.

Grundsiedlungseinheiten sind Benkov, Brníčko, Brníčko-západ, Dětřichov, Dolní Sukolom, Dukelská, Horní Sukolom, Na zastávce, Nová Dědina, Pod Šibeníkem, Poděbradova, Průmyslový obvod, Renoty, Stromořadí, Střelice, U loučky, U nemocnice, U Oskavy, U parku, U Střelic, U trati, Uničov-střed und Za drůbežárnou.

## Geschichte

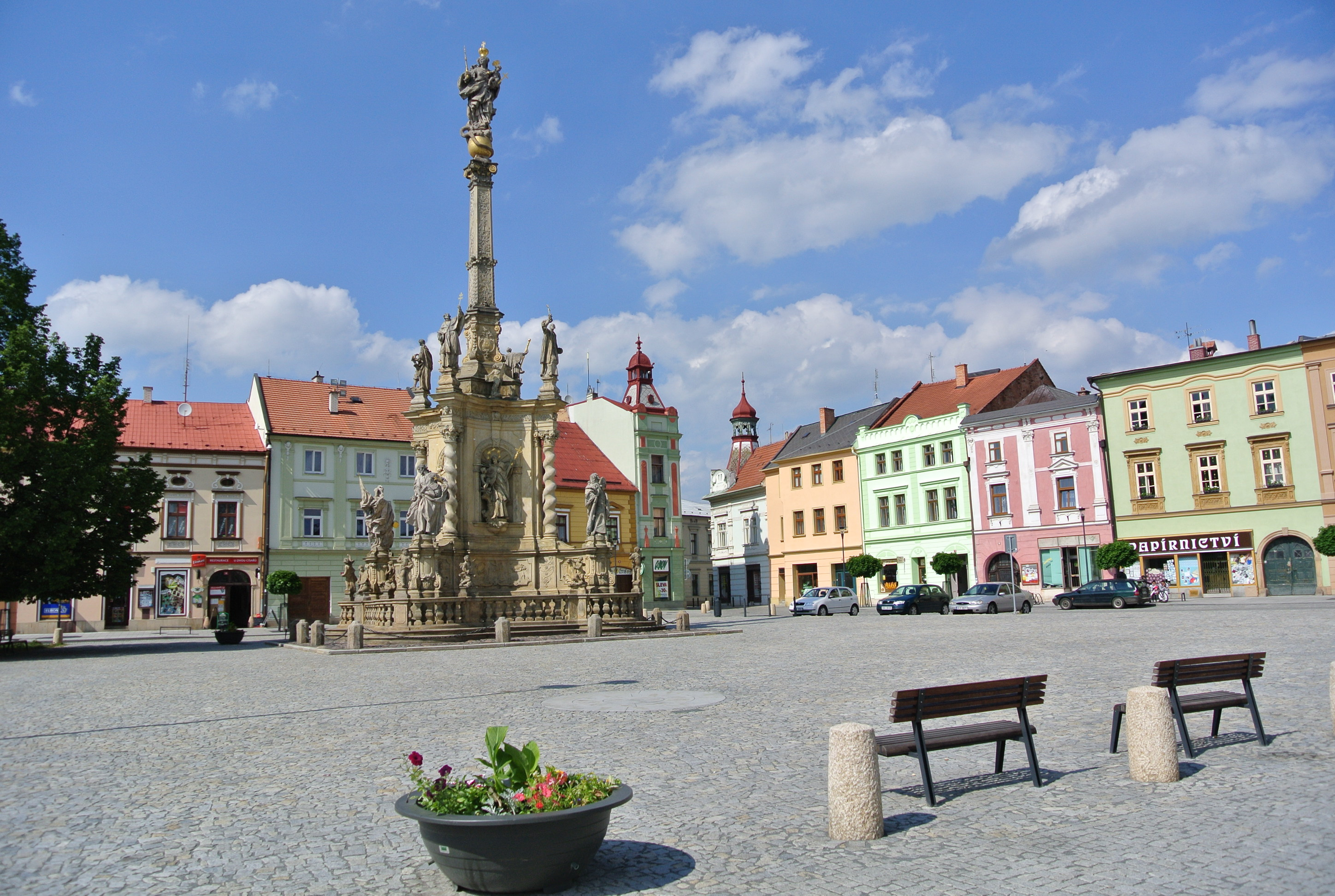
Hauptplatz mit Mariensäule

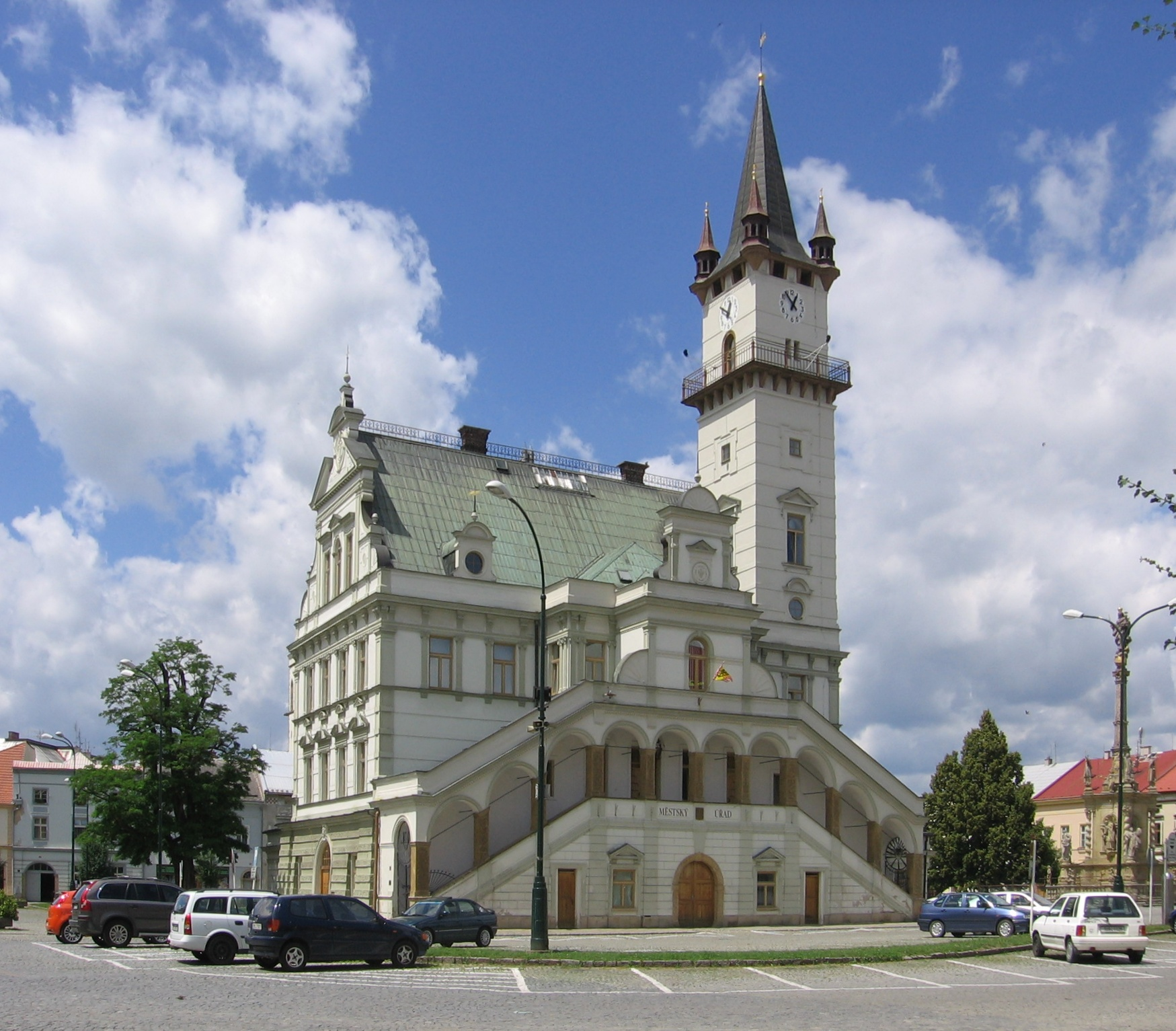
Rathaus

Uničov entstand im frühen 13. Jahrhundert. Sie ist das älteste mit Stadtrechten ausgezeichnete Gemeinwesen in Mähren. Mährisch-Neustadt wurde nach zehnjährigem planmäßigen Aufbau im Jahre 1223 das Magdeburger Recht verliehen. Als königliche Stadt unterstand sie direkt dem böhmischen König.
Nach dem Tartarensturm von 1241 besiedelte der Bischof von Olmütz Bruno von Schauenburg als Vertrauter des böhmischen Königs Wenzel I. weite Teile Nordmährens mit Bau- und Handwerkern seiner norddeutschen Heimat, so auch Mährisch-Neustadt und dessen Umgebung. Zu dieser Zeit wurden hier deutsche Dörfer gegründet. Nachdem der tschechische Reformator Jan Hus im Jahre 1415 als Ketzer verbrannt worden war und sich seine empörten, meist tschechischen Anhänger gegen König Wenzel II. und die katholische Kirche auflehnten, entbrannte ein blutiger Bürgerkrieg. So stand schließlich auch ein hussitisches Heer am Tag vor Mariä Himmelfahrt im Jahre 1424 vor der königlichen Stadt und zündete die Vorstadt an. Die Bürger der Stadt flehten um göttliche Hilfe. Eine junge Frau namens Cordula soll gelobt haben, dass sie jährlich einen Wachsstock in der Länge der Stadtmauer ziehen würde, wenn die Stadt nur gerettet würde. Als die Stadt tatsächlich verschont wurde, interpretierten gläubige Stadtbewohner dies als Erfüllung ihrer Bitte und übertrugen die Legende vom Gelübde der Cordula von Generation zu Generation. Dabei übernahmen angesehene Bürgersfrauen, die Wachsstockfrauen, die Aufgabe des Wachsstockziehens.
Im Jahr 1926 wurde besonders der Ortsteil Salbnuß (heute: Dolni Sukolom) durch ein Hochwasser überschwemmt.
Von 1938 bis 1945 gehörte Mährisch Neustadt zum Landkreis Sternberg  im Reichsgau Sudetenland, Regierungsbezirk Troppau, des Deutschen Reichs.
Ab 1941 wurde das Fest des Wachsstockziehens nicht mehr gefeiert. Bis 1944 war es von der nationalsozialistischen Stadtführung aus Verkehrssicherheitsgründen verboten, 1945 sorgte die Rote Armee dafür und ab 1946 die Vertreibung der Deutschen aus Uničov. Da diese vornehmlich in Mittelhessen angesiedelt wurden, feierten sie nun das Fest am Sonntag nach Mariä Himmelfahrt in Limburg in der Marienkirche der Pallottiner. Eine Nachfeier gibt es am darauffolgenden Sonntag in Naumburg. 1956 übernahm die Stadt Limburg die Patenschaft für die aus ihrer Heimat vertriebenen Mährisch-Neustädter Deutschen. Seit den 2000er Jahren wird das Wachsstockfest auch von der katholischen Gemeinde in Uničov gefeiert.
1948 wurde in Uničov eine Maschinenfabrik gebaut.

## Bevölkerung
Bevölkerungsentwicklung bis 1945
| Jahr | Einwohner | Anmerkungen                                                                     |
| ---- | --------- | ------------------------------------------------------------------------------- |
| 1658 | 0963      | acht Jahre nach Abzug der Schweden                                              |
| 1834 | 3.787     | bis auf fünf Evangelische sämtlich Katholiken, meist deutschsprachige Einwohner |
| 1900 | 5.090     | meist deutsche Einwohner                                                        |
| 1930 | 4.738     | [ 11 ]                                                                          |
| 1939 | 4.442     | [ 11 ]                                                                          |

Bevölkerungsentwicklung nach Ende des Zweiten Weltkriegs
(Stand: 31.12. des jeweiligen Jahres)
| Jahr | Einwohner |
| ---- | --------- |
| 1971 | 10.112    |
| 1980 | 12.617    |
| 1990 | 13.264    |
| 2000 | 12.514    |

| Jahr | Einwohner |
| ---- | --------- |
| 2010 | 11.937    |
| 2020 | 11.281    |
| 2022 | 11.122    |

## Sehenswürdigkeiten
- Stadtbefestigung mit Basteien
- Medel-Tor
- Mariensäule
- Pfarrkirche Mariä Himmelfahrt

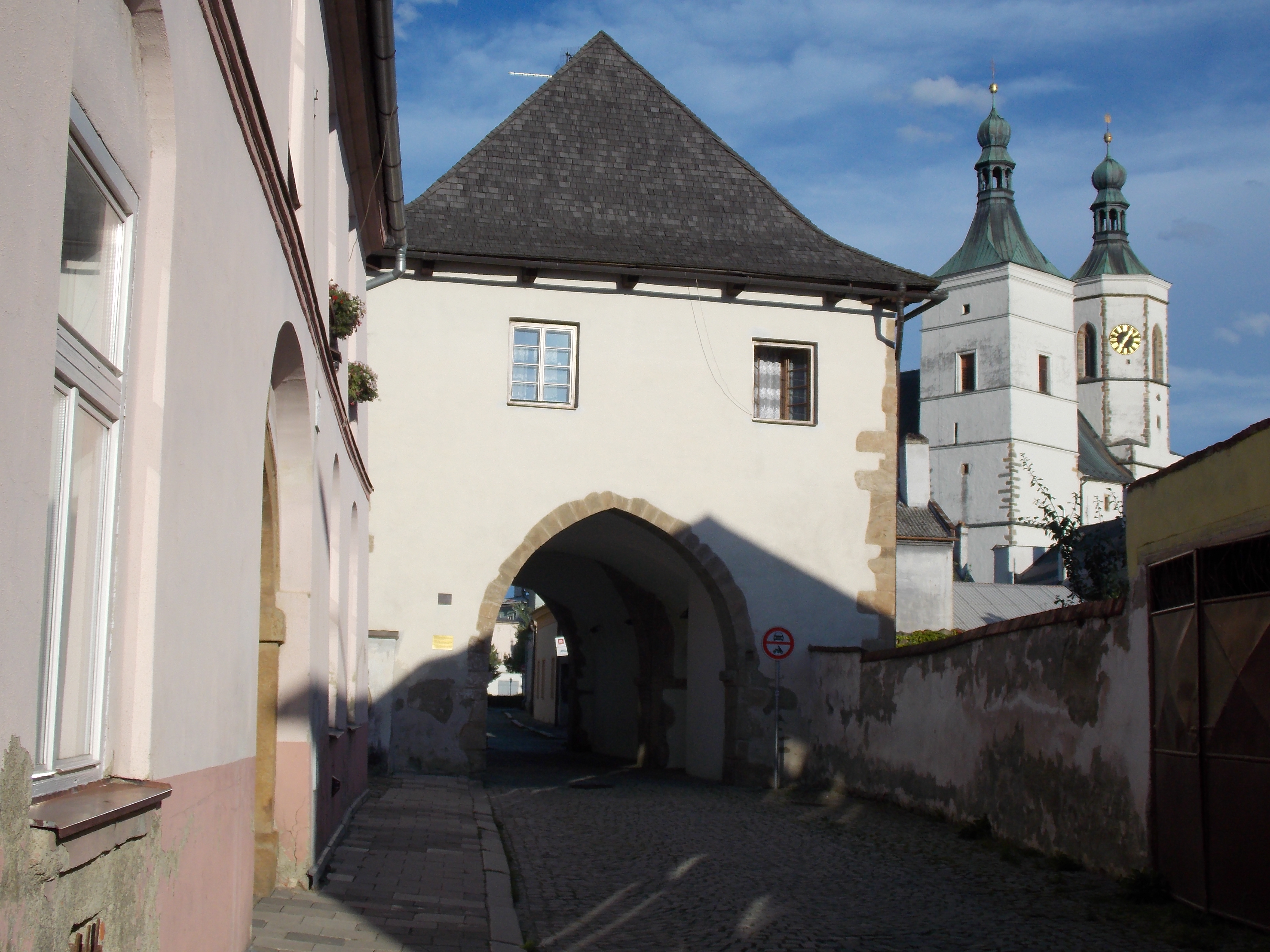
Medel-Tor, rechts im Hintergrund die Pfarrkirche

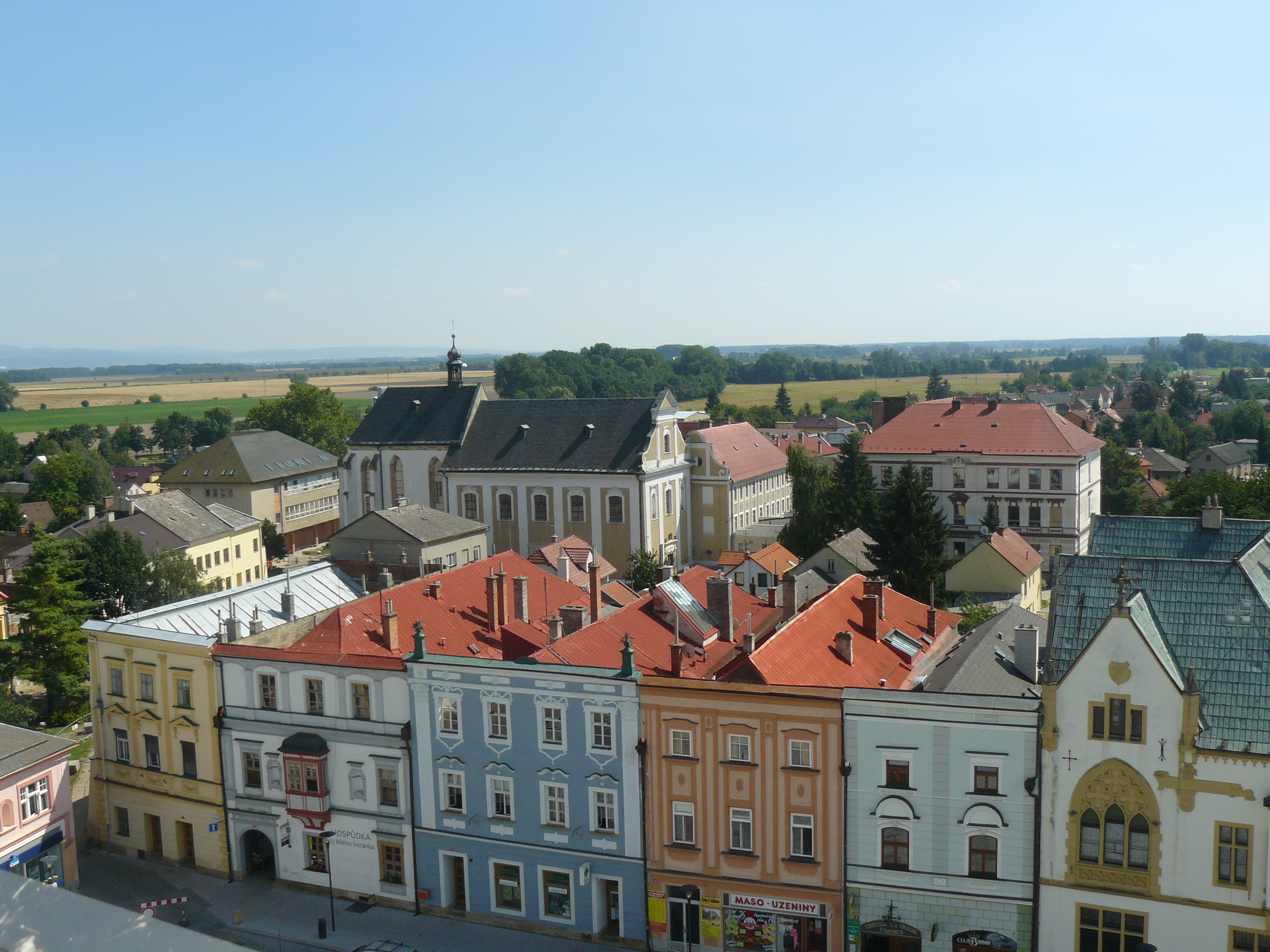
Bürgerhäuser auf dem Hauptplatz, dahinter ist das Kloster zu sehen

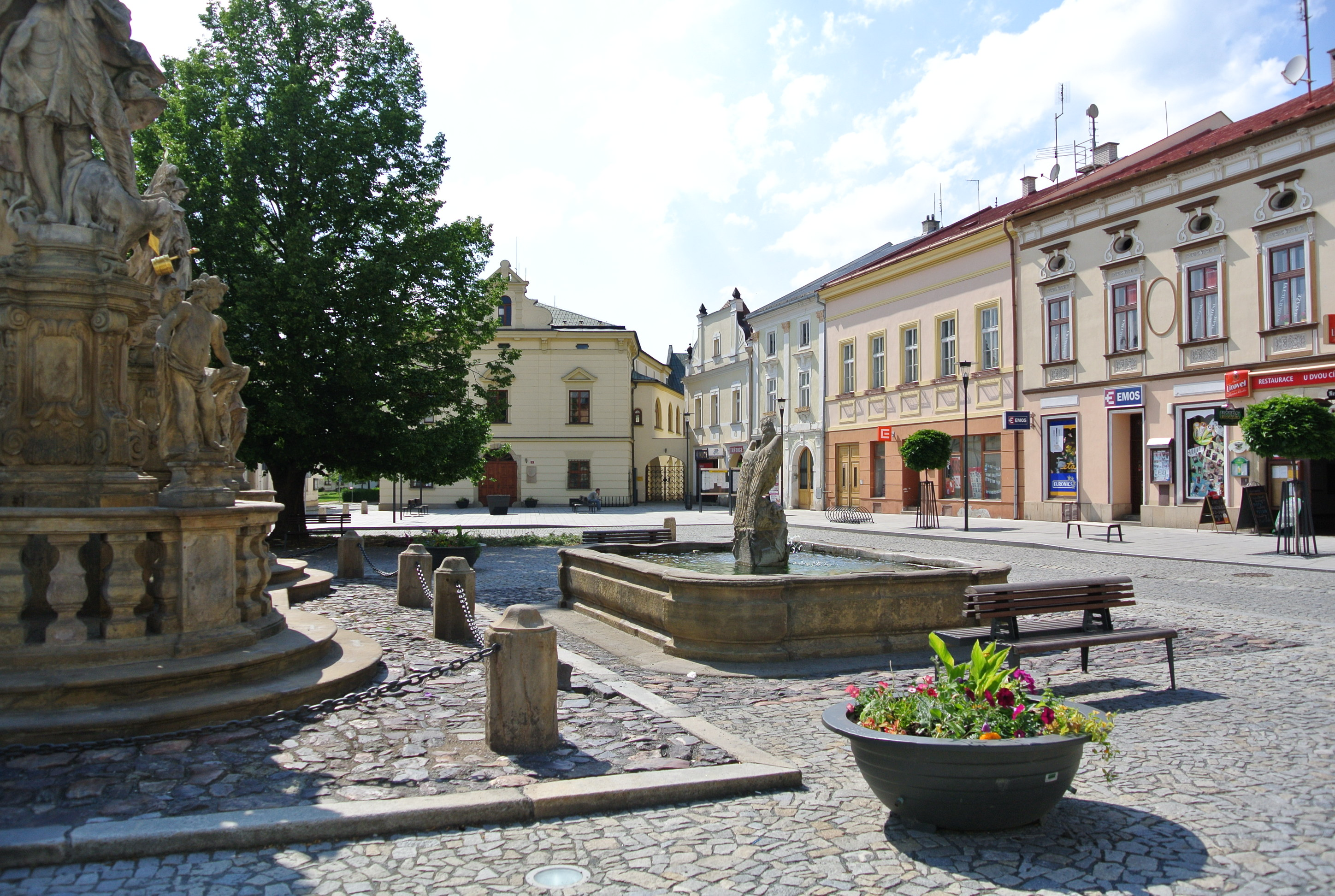
Adlerbrunnen

- Minoritenkloster mit Kreuzerhöhungskirche
- Rathaus
- Städtisches Gefängnis, heute ein Museum
- Adler- und Neptunbrunnen
- Statue Josephs II.

## Partnerstädte
- Roccagorga, Italien
- Lędziny, Polen
- Jelšava, Slowakei

## Persönlichkeiten

### Söhne und Töchter der Stadt
- Siegmund Albich (um 1360–1427), deutscher Mediziner, Leibarzt am böhmischen Königshof und Erzbischof von Prag
- Maximilian Reising von Reisinger (1774–1848), Feldmarschalleutnant der österreich-ungarischen Armee
- Karl von Portele (1856–1922), österreichischer Oenologe
- Maximilian Schuster (1856–1887), österreichischer Mineraloge und Petrograph
- Johann Kopp (1860–1942), österreichischer Politiker der Deutschen Nationalpartei (DnP)
- Emil Karl Schmid (1871–1941), österreichischer Mediziner und Schriftsteller
- Leopold Waber (1875–1945), österreichischer Politiker
- Konrad Bernhauer (1900–1975), deutscher Chemiker
- Fridolin Aichner (eigentlich Irmfried Benesch, 1912–1987), deutschsprachiger Schriftsteller
- Heide Großnick (1941–2024), deutsche Politikerin (CDU)
- Jürgen Zöllner (* 1945), deutscher Politiker (SPD)
- Petr Uličný (* 1950), Fußballspieler
- Roman Kreuziger (* 1965), Radrennfahrer
- Jan Hruška (* 1975), Radrennfahrer
- Václav Jemelka (* 1995), Fußballspieler

### Mit Uničov verbunden
- Jan Březina (* 1954), tschechischer Politiker, 1995–1997 Bürgermeister der Stadt